# George Dvorsky
George P. Dvorsky (ur. 11 maja 1970) – kanadyjski transhumanista, futurolog i bioetyk; autor bloga Sentient Developments.

## Życiorys
Dvorsky jest współzałożycielem i prezesem Toronto Transhumanist Association oraz członkiem zarządu w Humanity+ i Institute for Ethics and Emerging Technologies. Pracuje jako dyrektor operacyjny w agencji marketingowej w Commune Media Inc., w Toronto.
Jest liberalnym buddystą, technogajańskim zwolennikiem ochrony środowiska, obrońcą praw zwierząt i do czerwca 2011 wegetarianinem. Zainteresowany głównie etycznym i technologicznym wpływem powstających technologii, szczególnie tych ulepszających ludzkość; stara się promować otwartą dyskusję w celu edukacji i prognozowania. Pisze i przemawia na wiele tematów: nauki technologiczne (technoscience), etyka, ryzyko egzystencjalne, poszukiwanie inteligencji pozaziemskiej i futurologia – z perspektywy demokratycznego transhumanisty.
W maju 2006 Dvorsky przedstawił ideę podniesienia nie-ludzkich zwierząt do wyższego gatunku (uplift) na konferencji IEET Human Enhancement Technologies and Human Rights w Stanford University.
Był autorem pierwszego opublikowanego artykułu w obronie Terapii Ashley (Ashley Treatment) w listopadzie 2006 i był jedynym bioetykiem cytowanym przez rodziców Ashley X w ich obronie.
Na konferencji Global Catastrophic Risks: Building a Resilient Civilization w listopadzie 2008 Dvorsky ostrzegał przed upadkiem wartości i instytucji demokratycznych w obliczu egzystencjalnego i katastroficznego ryzyka.
Dvorsky poczuwa się do autorstwa następujących neologizmów:
- Astrosociobiology (astrosocjobiologia), studia naukowe nad cywilizacjami pozaziemskimi i ich możliwymi cechami socjalnymi i tendencjami rozwojowymi[14];
- Postgenderyzm, filozofia społeczna mająca na celu dobrowolne wyeliminowanie płci (gender) z gatunku ludzkiego poprzez zastosowanie zaawansowanej wspomaganej technologii reprodukcyjnej i biotechnologii[15];
- Techlepathy – telepatia wspomagana neurotechnologicznie[16].